# Tim Dakin
Timothy John Dakin (né le 6 février 1958) est un évêque anglican à la retraite. Il est secrétaire général de la Church Mission Society (CMS) et de la South American Mission Society (SAMS) avant sa consécration. Il est nommé évêque de Winchester en 2011 et, à ce titre, devient membre d'office de la Chambre des lords. À partir de 2013, il est Porte-parole des évêques dans l'Église d'Angleterre.
En mai 2021, Dakin a « se met en retrait » en tant qu'évêque diocésain, en réponse à la menace d'une motion de censure à l'égard de son leadership au synode diocésain, et Debbie Sellin, évêque de Southampton, lui succède comme évêque par intérim de Winchester. En juillet 2021, Dakin annonce sa retraite de son poste d'évêque avec effet à février 2022.

## Jeunesse
Dakin est né à Kongwa, Tanganyika (Tanzanie moderne), où ses parents sont des missionnaires d'église travaillant en Tanzanie et au Kenya. Il fréquente l'école maternelle et primaire de la St Mary's School de Nairobi, au Kenya, mais fait par ailleurs ses études en Angleterre. Il étudie la théologie et la philosophie au Collège universitaire de St Mark et St John à Plymouth, obtenant un baccalauréat ès arts (BA) en 1986. Il étudie ensuite au King's College de Londres, où il obtient une maîtrise en théologie (MTh) en 1987.

## Ministère ordonné
Il commence comme vicaire adjoint à la cathédrale All Saints de Nairobi. Il prend ses fonctions de secrétaire général de la Church Mission Society (CMS) en 2000. Pendant cette période, il est également vicaire honoraire de St James the Great, Ruscombe dans le diocèse d'Oxford. Il est nommé théologien chanoine honoraire de la cathédrale de Coventry en 2001. 

### Ministère épiscopal
Sa nomination comme évêque de Winchester est annoncée le 6 septembre 2011, est confirmé le 20 décembre 2011 et est consacré le 25 janvier par Rowan Williams, archevêque de Cantorbéry, à la Cathédrale Saint-Paul. Son installation à la cathédrale de Winchester a lieu le 21 avril et il est présenté à la Chambre des lords le 26 mars. Après John Taylor en 1974, il est seulement le deuxième prêtre à être consacré directement au siège de Winchester depuis 1595. En mai 2013, Dakin est également nommé évêque pour l'enseignement supérieur et complémentaire, comme porte-parole national.
En tant qu'évêque de Winchester, il est visiteur de cinq collèges d'Oxford, dont le Magdalen College d'Oxford, le New College d'Oxford et le St John's College d'Oxford. Il occupe également d'office le poste de Prélat de l'Ordre de la Jarretière.

### Polémique sur les îles anglo-normandes
Les Îles Anglo-Normandes sont sous la tutelle des évêques de Winchester depuis le XVIe siècle. En 2013, Dakin commande un rapport (le rapport Steel) sur des abus présumés commis par le clergé des îles anglo-normandes, qui conclut qu'il ne devrait y avoir aucune mesure disciplinaire contre qui que ce soit. Le contenu complet du rapport n’a jamais été publié.
En janvier 2014, les îles anglo-normandes sont temporairement soustraites à la surveillance de l'évêque de Winchester après la rupture des relations entre Dakin et le doyen de Jersey à cause de la gestion des abus présumés, et la suspension du doyen de Jersey, Bob Key. Les doyennés de Jersey et de Guernesey sont transférés sous la supervision directe de l'archevêque de Cantorbéry, et le doyen de Jersey est réintégré, l'archevêque Justin Welby présentant par la suite des excuses au doyen et à son épouse « pour le mal et le traitement qu'ils ont subis ».
Face aux mauvaises relations persistantes, l'archevêque de Cantorbéry forme une commission spéciale en juin 2018, sous la présidence d'un ancien évêque de Londres, Richard Chartres, pour décider de la voie à suivre. La commission publie ses conclusions en octobre 2019, déclarant que les îles anglo-normandes ne devraient pas revenir sous la surveillance épiscopale de l'évêque de Winchester, mais devraient plutôt être incorporées au diocèse voisin de Salisbury. Le nouvel arrangement concerne à la fois les doyennés de Jersey et de Guernesey, les relations avec Dakin étant rompues avec toutes les îles anglo-normandes.

### Motion de censure et annonce de la retraite
Le 20 mai 2021, il est rapporté que Dakin se serait « mis en retrait » en tant qu'évêque diocésain pendant six semaines, sous la menace d'une motion de censure du synode diocésain à l'égard de son leadership. La motion indiquait : « Nous n'avons pas confiance dans l'évêque diocésain... pour montrer l'exemple, en raison d'allégations de mauvais comportement et de mauvais traitements de sa part envers un certain nombre de personnes. » La motion n'a pas été déposée, à la suite de la décision de Dakin de « prendre du recul ». La motion qualifie en outre la gestion administrative et financière du diocèse de « inadaptée à son objectif ».
David Williams, évêque suffragant de Basingstoke de Dakin, se met également en retrait, après avoir été parmi ceux qui ont déposé des plaintes auprès du palais de Lambeth. Debbie Sellin, évêque de Southampton, accepte d'assurer l'intérim comme évêque diocésain.
La période de « retrait » de Dakin est ensuite prolongée jusqu'à la fin du mois d'août. Le 16 juillet 2021, il annonce sa retraite en tant qu'évêque du diocèse à compter de février 2022.

## Vie privée
Il est marié au révérend Sally Dakin et ils ont deux enfants. Elle a occupé un poste diocésain en tant que conseillère épiscopale en matière de spiritualité. 